# Centrale de Cottam
Pour les articles homonymes, voir Cottam.
La centrale de Cottam était une centrale thermique alimentée au charbon située dans les Midlands de l'Est au Royaume-Uni.
Elle a été fermée en 2019.